# 朝鮮義勇隊

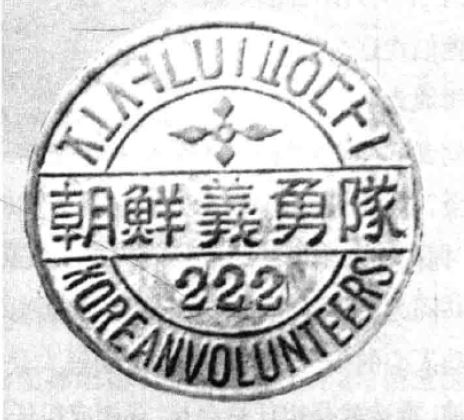
朝鲜义勇队证章

朝鮮義勇隊（韓語：조선의용대），又稱朝鮮抗日義勇隊或者國際旅團，是抗日戰爭期間朝鮮人的一支抗日部隊。
1938年10月10日，朝鮮義勇隊在漢口成立，該組織是朝鲜民族战线联盟屬下的一個團體。該組織受到中國國民黨和中國共產黨的支援。朝鮮義勇隊中的隊員多會說韓國語、中國語和日本語，向日軍發反戰傳單，或使用擴音器進行反戰宣傳，俘虏审讯与改造，培养对敌宣传干部。金元鳳、崔昌益、金奎光、柳子明为国民党军事委員会政治部的成員，领导朝鲜义勇队。
- 朝鮮義勇隊本部：總隊長金元鳳，共13人。
- 第1区隊：隊長朴孝三、副隊長金世日、政治指導員王通。共43名。配属与第九战区。
- 第2区隊：隊長李益星、副隊長陣元仲、政治指導員金学武。共33名。配属于第一战区、第五战区。
- 合計89名。編制隊員100人。军事委员会政治部撥發常務經費5640元、臨時費6600元，計1万2240元。足額發放武器彈藥。

大韓民國臨時政府成立後，有一部份人污蔑朝鮮義勇隊是中國部隊，產生反感。1941年，崔昌益、武亭、金枓奉等人成為義勇隊在華北地區的領導人，不服其管理。失去權力的金元鳳於1942年7月加入臨時政府，其部隊改組為韓國光復軍第1支隊，金元鳳就任軍務部長。武亭等人則在華北組建朝鮮義勇軍。